# Ambrosius Traversarius

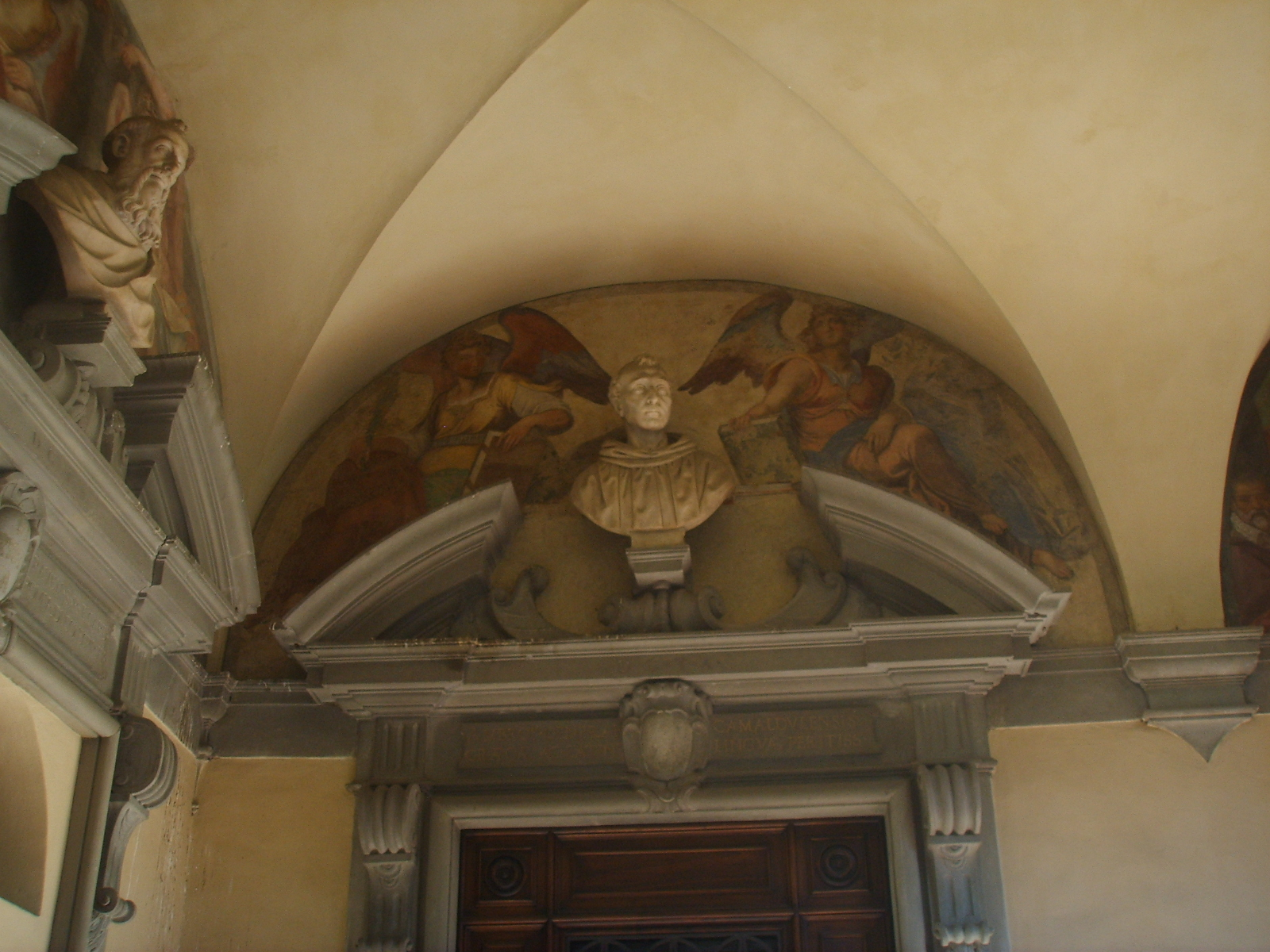
Busto de Traversari en la sacristía claustro de la Iglesia de Santa María de los Ángeles, de Florencia (Italia).

Ambrosius Traversarius, también conocido como Ambrogio Traversari o Ambrogio Camaldolese (1386 - 20 de octubre de 1439), fue un teólogo y humanista italiano discípulo de Manuel Crisoloras. Fue monje y en sus últimos años de vida general de la Orden de la Camáldula (rama benedictina fundada por san Romualdo en 1024-1025), cuyo sucesor fue Pietro Dolfin.
Formado en la cultura humanística de Florencia, vivió en esa ciudad en el convento Santa Maria degli Angeli, en aquella época centro cultural del platonismo (era frecuentado por Marsilio Ficino y otros conocidos platónicos) y de la vida eremítica de tipo oriental. Fue delegado del papa Eugenio IV en el Concilio de Basilea. Fue un reformador de la vida religiosa, tornándose con admiración hacia los Patrística oriental, en especial la de los Padres del desierto. La reforma que inició fue tanto religiosa como cultural en general.
Fue redactor, junto al cardenal Basilius Bessarion, del Decreto de Florencia y Ferrara  por el que se estableció en fin del cisma existente desde 1054. Su papel fue crucial a lo largo de todo el Concilio de Ferrara-Florencia, debido a su conocimiento de ambas lenguas, uno de los principales inconvenientes de este Concilio.

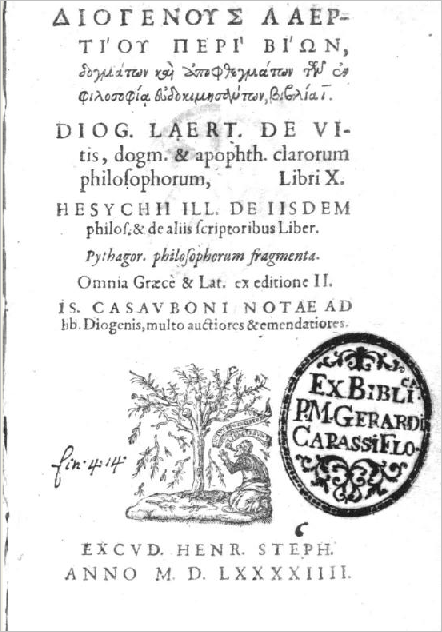
Traducción latina de la obra de Diógenes Laercio. Ca. 1430.

Arregló con los Médici, pues era amigo de Cosme de Médici, el pago del transporte de 238 manuscritos griegos desde Bizancio, que llevó a cabo Giovanni Aurispa al volver de Constantinopla a Venecia en 1423. 
Tradujo y estudió a Orígenes, san Atanasio, san Efrén el Sirio, san Basilio el Grande, Gregorio de Nisa, Gregorio de Nacianzo, las Vidas, opiniones y sentencias de los filósofos más ilustres de Diógenes Laercio, la obra completa del Pseudo Dionisio Areopagita, el Theophrastus de Eneas de Gaza y 40 obras de la patrística.